# هندی‌کندی
هندی کندی یک روستا در ایران است که در دهستان گیلوان واقع شده‌است. هندی کندی ۱٬۰۴۸ نفر جمعیت دارد.